# Lijst van taalkundigen
Deze lijst bevat een zo compleet mogelijk overzicht van taalkundigen volgens alfabet, geboortejaar, nationaliteit en specialisatie.

## B
- Eugène Berode (1931-2011). Belgische taalkundige en eerste taaladviseur bij de BRT.
- Edgard Blancquaert (1894-1964). Belgische neerlandicus en dialectoloog.
- Jan Blommaert (1961). Belgische sociolinguïst en antropoloog.
- Leonard Bloomfield (1887-1949). Amerikaanse taalkundige met specialisatie in Indo-Europese talen en Austronesische talen.
- Franz Bopp (1791-1867). Duitse taalkundige en een van de grondleggers van de indogermanistiek.
- Marcus Zuerius Boxhorn (1612-1653). Nederlandse taalkundige die al een van eersten de Indo-Europese taalfamilie voorstelde.
- Lodewijk Brouwers (1901-1997). Belgische neerlandicus. Bekend door zijn werk Het juiste woord uit 1931.
- Karl Brugmann (1849-1919). Duitse taalkundige met specialisatie in de Indo-Europese talen.

## C
- Noam Chomsky (1928). Amerikaanse taalkundige. Bedenker van de theorie van de Universele grammatica.[1]
- Gaston Compère (1924-2008). Belgische filoloog en essayist.
- Walter Couvreur (1914-1996). Belgische filoloog en specialist in oude Oosterse talen.

## D
- Johan Hendrik van Dale (1828-1872). Nederlandse lexicograaf, bekend dankzij het Van Dale Groot woordenboek van de Nederlandse taal.
- Leonard Lodewijk De Bo (1826-1885). Belgische dialectoloog en voorvechter van het West-Vlaams taalparticularisme.
- Frans Debrabandere (1933). Belgische taalkundige met specialisatie in de filologie.
- Albert Doppagne (1912-2003). Belgische Franstalige filoloog.
- James Owen Dorsey (1848-1895). Amerikaanse taalkundige en etnoloog met als specialisatie in de Sioux-Catawbatalen.[2]

## F
- Norman Fairclough (1941). Amerikaanse sociolinguist en een van de grondleggers van de kritische discoursanalyse.
- Joos Florquin (1916-1978). Belgische neerlandicus en presentator van het taalprogramma Hier spreekt men Nederlands.
- Fons Fraeters (1936-2009). Belgische neerlandicus en presentator van het taalprogramma Hier spreekt men Nederlands.
- Michel Francard (1952). Belgische Franstalige sociolinguïst met specialisatie in het Waals en Belgisch Frans.

## G
- Gérard Garitte (1914-1990). Belgische Franstalige filoloog met specialisatie in onder andere Armeens en Grieks.
- Jean Germain (1949). Belgisch Franstalige dialectoloog en toponymist.
- Achille Gerste (1854-1920). Belgische Franstalige etnograaf en specialist in het Nahuatl.
- André Goosse (1926). Belgische Franstalige grammaticus en huidige redacteur van Le Bon Usage.
- Jan Goossens (1930). Belgische taalkundige met specialisatie in de Vlaamse dialectologie en filologie
- Joseph Greenberg (1915-2001). Amerikaanse taalkundige, bekend dankzij zijn werk in de Taaltypologie en zijn nieuwe classificatie van de Afrikaanse talen.
- Maurice Grevisse (1895-1980). Belgische Franstalige grammaticus en opsteller van het referentiewerk Le Bon Usage.
- Luc de Grauwe (1948). Belgische fraseoloog en specialist in oude Germaanse talen.
- Maurits Gysseling (1919-1997). Belgische taalkundige met specialisatie in de topomymie en de Paleografie. Poneerde de omstreden theorie van het Belgisch.

## H
- Joseph Hanse (1902-1992). Belgische Franstalige lexicoloog en grammaticus. Bekend van het Nouveau dictionnaire des difficultés du français moderne.
- Ruud Hendrickx (1964). Belgische taalkundige, Vlaamse hoofdredacteur bij Van Dale en de huidige taaladviseur bij de VRT
- Wilhelm von Humboldt (1767-1835). Duitse taalkundige die een van de grondleggers voor de moderne taalkunde was.

## J
- Roman Jakobson (1896-1982). Russische taalkundige die een van de grondleggers van het structuralisme.

## K
- Jacques van Keymeulen (1952). Belgische taalkundige met specialisatie in de dialectologie en historische taalkunde.
- Cornelis Kiliaan (1529-1607). Brabantse lexicograaf en opsteller van het eerste grote Nederlandstalige verklarende woordenboek Etymologicum teutonicae linguae.
- Julien Klener (1939). Belgische hebraïcus en judaist.
- Jean-Marie Klinkenberg (1944). Belgische Franstalige filoloog en semioticus.

## L
- William Labov (1927). Amerikaanse dialectoloog en de grondlegger van de sociolinguïstiek
- George Lakoff (1941). Amerikaanse taalkundige met specialisatie in de cognitieve taalkunde
- Joos Lambrecht (1491-1556/57). Vlaamse drukker die een eerste Nederlandsche spellynghe opstelde.

## M
- Antoon Mostaert. (1881-1971). Belgische sinoloog en specialist in het Mongools.

## P
- Pāṇini (5de/4de eeuw voor Christus). Indische taalkundige die de oudste bekende grammatica opstelde.
- Marlies Philippa (1944). Nederlands historisch taalkundige. Hoofdredacteur van het Etymologisch woordenboek van het Nederlands.

## S
- Edward Sapir (1884-1939). Amerikaanse taalkundige, bekend dankzij de Sapir-Whorfhypothese.
- August Schleicher (1821-1868). Duitse taalkunde en een van de grondleggers van de indogermanisitiek.
- Ferdinand de Saussure (1857-1913). Zwitserse taalkundige die de basis legde voor de huidige taalkunde.
- Anne Marie Schaerlaekens (1943). Belgische taalkundige met specialisatie in de taalontwikkeling.
- Sibawayh (760-796). Perzische grammaticus die de eerste Arabische grammatica schreef.
- Willy Smedts (1948). Belgische taalkundige met specialisatie in de morfologie en taalbeheersing

## T
- Johan Taeldeman (1943). Belgische taalkundige met specialisatie in de dialectologie en de Nederlands fonologie.
- Enrico Turolla (1896-1985). Italiaans classicus met interesse in Byzantijnse geschiedenis.

## V
- Jozef Verschueren (1889-1965). Belgische lexicograaf en opsteller van het Verschueren modern woordenboek.

## Z
- Ghil'ad Zuckermann (1971). taalkundige, polyglot en een autoriteit op het gebied van taalrevitalisering en bedreigde talen; hoogleraar taalkunde aan de Universiteit van Adelaide.